# Мертэль, Теодольфо
Теодольфо Мертэль (итал. Teodolfo Mertel; 9 февраля 1806, Аллумьере, Папская область — 11 июля 1899, Аллумьере, королевство Италия) — итальянский кардинал и папский юрист. Он был один из последних кардиналов-мирян. Префект Трибунала Апостольской Сигнатуры Правосудия с 2 июня 1877 по 29 июня 1879. Секретарь апостольских бреве с 29 июня 1879 по 24 марта 1884. Вице-канцлер Святой Римской Церкви и Соммиста апостольских писем с 24 марта 1884 по 11 июля 1899. Кардинал-дьякон с 15 марта 1858, с титулярной диаконией Сант-Эустакьо с 18 марта 1858 по 18 ноября 1881. Кардинал-дьякон с титулярной диаконией Санта-Мария-ин-Виа-Лата с 18 ноября 1881 по 24 марта 1884. Кардинал-протодьякон с 28 октября 1881 по 24 марта 1884. Кардинал-священник с титулом церкви Сан-Лоренцо-ин-Дамазо с 24 марта 1884.

## Ранняя жизнь
Родился Теодольфо Мертэль 6 или 9 февраля 1806 года, в Аллумьере, епархия Чивитавеккья.
Образование получил с капуцинами Тольфы, а также в семинарии Монтефьясконе, Монтефьясконе (гуманитарные науки); в университете Ла Сапиенца, в Риме. Получил докторантуру in utroque iure, и в каноническом и в гражданском праве с 16 июля 1828 года.

## На службе Римской Курии
Юрист в Римской Курии с 1831 года. Заместитель судьи в трибунале аудитора Апостольской Палаты в 1833—1834 годы. Помощник di Studio монсеньора Марульо, выборщика Трибунала Апостольской Сигнатуры и лейтенант Апостольской Палаты. Помощник di Studio монсеньора Куальи, в 1839—1843 годы. Прелат-референдарий с 29 августа 1843 года. Выборщик Трибунала Апостольской Сигнатуры Правосудия с 1844 года. Адвокат бенефиций Аллумьере. Префект конгрегации Святого Иво, Римского института адвокатов и поверенных, для pro bono защиты бедных. Лейтенант и вице-председатель гражданской конгрегации Апостольской Палаты в 1844—1847 годы. Аудитор Трибунала Священной Римской Роты для провинции Романдиола с 1847 года. Секретарь комиссии для подготовки фундаментального устава Папского государства в 1847—1848 годы. Советник Высшего Совета. Член Государственной Комиссии с 7 декабря 1848 года. Советник управления Государственной Комиссии с 1849 года. Министр без портфеля Папской области с июня 1850 по 1853 годы. Министр внутренних дел, милости и юстиции Папской области с 10 марта 1853 по 1858 годы.

## Кардинал
Папа римский Пий IX возвёл его в сан кардинала-дьякона с титулярной диаконией Сант-Эустакьо на консистории от 15 марта 1858 года. 18 марта 1858 года получил красную шапку и титулярную диаконию Сант-Эустакьо. Председатель Верховного Совета по внутреннии делам государства с 15 марта 1858 года.
Позднее, в этом же году 16 мая, в Кастель-Гандольфо, папа римский Пий IX рукоположил его в диакона. Кардинал Мертэль никогда не был рукоположён в священника, и на момент своей смерти был последним живущим кардиналом-несвященником, но всё же он был священнослужителем, клириком, так как носил сан диакона.
Министр без портфеля в 1858—1863 годы. Префект экономии Священной Конгрегации Пропаганды Веры и Преподобной Палаты Расхищения с 26 сентября 1860 по 1863 годы. Председатель Верховного Государственного Совета с 26 августа 1863 по 1871 годы. Участвовал в Первом Ватиканском соборе 1869—1870. Визитатор и протектор Ордена Святого Бенедикта Камалдолензе со 2 мая 1875 года. Префект Трибунала Апостольской Сигнатуры Правосудия со 2 июня 1877 года.
Участвовал в Конклаве 1878 года, который избрал папу римского Льва XIII. Секретарь памятных дат и ходатайств, с 15 июля 1878 по 1879 годы. В период папской коронации папы римского Льва XIII, кардинал Мертэль короновал нового папу римского, так как кардинал-протодьякон Просперо Катерини был неспособен это сделать из-за своей болезни.
Секретарь апостольских бреве с 29 июня 1879 по 24 марта 1884 годы. 18 ноября 1881 года избран для дьконства Санта-Мария-ин-Виа-Лата. Кардинал-протодьякон с 28 октября 1881 года. Вице-канцлер Святой Римской Церкви и Соммиста апостольских писем с 24 марта 1884 года до своей смерти. 24 марта 1884 года избран для титулярной церкви Сан-Лоренцо-ин-Дамазо, pro illa vice диаконию, надлежащее для поста вице-канцлера.
Скончался кардинал Теодольфо Мертэль 11 июля 1899 года, в Аллумьере, в возрасте 93 лет. Тело было выставлено в главной церкви Аллумьере и захоронено в его семейной гробнице в святилище Madonna delle Grazie al Monte, Аллумьере.